# Amata (gênero)
Amata é um gênero de traça pertencente à família Arctiidae.